# Скауцоне (Беневенто)
Скауцоне је насеље у Италији у округу Беневенто, региону Кампанија.
Према процени из 2011. у насељу је живело 139 становника. Насеље се налази на надморској висини од 135 м.